# Kim Sung-gan
Kim Sung-gan (金 成汗, né le 17 novembre 1912 à Pyongyang) est un footballeur japonais d'origine coréenne.